# Doubravička
Obec Doubravička se nachází v okrese Mladá Boleslav, kraj Středočeský. Rozkládá se asi jedenáct kilometrů západně od Mladé Boleslavi. Žije zde 158 obyvatel.

## Historie
První písemná zmínka o obci pochází z roku 1324.

### Územněsprávní začlenění
Dějiny územněsprávního začleňování zahrnují období od roku 1850 do současnosti. V chronologickém přehledu je uvedena územně administrativní příslušnost obce v roce, kdy ke změně došlo:
- 1850 země česká, kraj Jičín, politický okres Mladá Boleslav, soudní okres Bělá[4]
- 1855 země česká, kraj Mladá Boleslav, soudní okres Bělá[4]
- 1868 země česká, politický okres Mnichovo Hradiště, soudní okres Bělá[4]
- 1939 země česká, Oberlandrat Jičín, politický okres Mnichovo Hradiště, soudní okres Bělá pod Bezdězem[5]
- 1942 země česká, Oberlandrat Praha, politický okres Mladá Boleslav, soudní okres Bělá pod Bezdězem[6]
- 1945 země česká, správní okres Mnichovo Hradiště, soudní okres Bělá pod Bezdězem[7]
- 1949 Liberecký kraj, okres Doksy[8]
- 1960 Středočeský kraj, okres Mělník[9]

## Doprava
Silniční doprava
Obcí prochází silnice III. třídy.
Železniční doprava
Železniční trať ani stanice na území obce nejsou. Nejblíže obci je železniční dopravna Skalsko ve vzdálenosti 6 km ležící na trati 076 z Mělníka do Mladé Boleslavi.
Autobusová doprava
Do obce jezdily v pracovních dnech května 2011 příměstské autobusové linky Mladá Boleslav-Doubravička (5 spojů tam i zpět) (dopravce ČSAD Střední Čechy, a.s.) a Mladá Boleslav-Bezno-Benátky nad Jizerou (2 spoje zpět) (dopravce TRANSCENTRUM bus, s.r.o.) 